# 間宮不二雄
間宮不二雄（1890年6月26日—1970年10月24日）是日本的實業家，創立了日本最早的圖書館用品公司。對日本圖書館事業頗有貢獻，而在1961年與1966年獲得日本政府頒獎（藍綬褒章、勳四等瑞寶章等等）。